# Harry Isaacs
Harry Isaacs, född 26 januari 1908 i Johannesburg, död 13 september 1961 i Johannesburg, var en sydafrikansk boxare.
Isaacs blev olympisk bronsmedaljör i bantamvikt i boxning vid sommarspelen 1928 i Amsterdam.